# Рейнольдс, Сандра
Сандра Рейнольдс (англ. Sandra Reynolds, в замужестве Прайс, англ. Price; род. 4 марта 1939, Блумфонтейн) — южноафриканская теннисистка-любительница, победительница пяти турниров Большого шлема в женском и смешанном парном разряде, третья ракетка мира в 1960 году.

## Игровая карьера
Первые матчи во взрослых турнирах провела в 1954—1955 годах и с 1956 года выступала регулярно, летом впервые приняв участие в Уимблдонском турнире и до конца сезона выиграв три турнира в одиночном разряде. На следующий год дошла на Уимблдоне уже до четвертьфинала, где уступила Алтее Гибсон, выиграла чемпионат Ирландии и стала финалисткой чемпионата Швейцарии. В 1958 году, рано выбыв из борьбы за главный трофей Уимблдонского турнира, победила в утешительном турнире Wimbledon Plate.
С 1957 года выступала в парном разряде с Рене Схюрман. Эта пара достигла значительных успехов на международной арене и стала известна как «южноафриканские теннисные близнецы». В конце 1958 года они вместе отправились в Австралию и одержали там ряд побед в турнирах разного уровня, в том числе в чемпионате Австралии, проходившем в январе 1959 года. В соревновании смешанных пар на чемпионате Австралии Рейнольдс и Схюрман выступали с австралийскими партнёрами и встретились в финале, где сильнее также оказалась Рейнольдс. Позже в 1959 году они выиграли второй подряд турнир Большого шлема — чемпионат Франции, а на Уимблдоне дошли до полуфинала, где уступили посеянным под первым номером Дарлин Хард и Джинн Арт. Рейнольдс также стала полуфиналисткой чемпионата Франции и Уимблдонского турнира в одиночном разряде и четвертьфиналисткой в двух оставшихся турнирах Большого шлема. По итогам сезона ей отвели 5-е место в ежегодном рейтинге сильнейших теннисисток мира, составляемом газетой Daily Telegraph.
В 1960 году Рейнольдс дошла до финала Уимблдонского турнира и в одиночном разряде, и в женских парах со Схюрман. В обоих случаях на её пути к титулу стала первая ракетка мира бразильянка Мария Буэно (в парном разряде — с Дарлин Хард). Рейнольдс также второй год подряд дошла до полуфинала чемпионата Франции в одиночном разряде и выиграла чемпионат Германии, где в финале нанесла поражение Буэно. В конце сезона в десятке сильнейших теннисисток мира по версии Daily Telegraph она заняла уже третье место, пропустив вперёд только Буэно и Хард.
За следующие два года Рейнольдс довела число титулов на турнирах Большого шлема до пяти, дважды подряд победив в чемпионате Франции в паре со Схюрман. В 1962 году они также вторично проиграли в финале Уимблдонского турнира, на этот раз американской паре Билли Джин Моффитт/Карен Сасман. В одиночном разряде Рейнольдс стала полуфиналисткой Уимблдонского турнира и четвертьфиналисткой чемпионата Франции в 1961 году и четвертьфиналисткой чемпионатов Франции и США на следующий год. Она во второй раз за карьеру стала чемпионкой ЮАР в 1961 году (первый титул был завоёван за два года до этого) и ещё дважды выиграла чемпионат Германии. Оба года африканская теннисистка оставалась в списке десяти сильнейших теннисисток мира - на 5-м месте в 1961 и на 6-м в 1962 году.
В октябре 1961 года Рейнольдс вышла замуж за Лоуэлла Элдреда Гранта Прайса и спустя год завершила игровую карьеру.

## Финалы турниров Большого шлема за карьеру

### Одиночный разряд (0-1)
| Результат | Год  | Турнир              | Покрытие | Соперница в финале | Счёт в финале |
| --------- | ---- | ------------------- | -------- | ------------------ | ------------- |
| Поражение | 1960 | Уимблдонский турнир | Трава    | Мария Буэно        | 6-8 0-6       |

### Женский парный разряд (4-2)
| Результат | Год  | Турнир                | Покрытие | Партнёрша    | Соперницы в финале                 | Счёт в финале |
| --------- | ---- | --------------------- | -------- | ------------ | ---------------------------------- | ------------- |
| Победа    | 1959 | Чемпионат Австралии   | Трава    | Рене Схюрман | Мэри Картер Рейтано Лоррейн Кохлан | 7-5 6-4       |
| Победа    | 1959 | Чемпионат Франции     | Грунт    | Рене Схюрман | Йола Рамирес Роса Мария Рейес      | 2-6 6-0 6-1   |
| Поражение | 1960 | Уимблдонский турнир   | Трава    | Рене Схюрман | Мария Буэно Дарлин Хард            | 4-6 0-6       |
| Победа    | 1961 | Чемпионат Франции (2) | Грунт    | Рене Схюрман | Мария Буэно Дарлин Хард            | без игры      |
| Победа    | 1962 | Чемпионат Франции (3) | Грунт    | Рене Схюрман | Джастина Брикка Маргарет Смит      | 6-4 6-4       |
| Поражение | 1962 | Уимблдонский турнир   | Трава    | Рене Схюрман | Билли Джин Моффитт Карен Сасман    | 7-5 3-6 5-7   |

### Смешанный парный разряд (1-0)
| Результат | Год  | Турнир              | Покрытие | Партнёр  | Соперники в финале      | Счёт в финале |
| --------- | ---- | ------------------- | -------- | -------- | ----------------------- | ------------- |
| Победа    | 1959 | Чемпионат Австралии | Трава    | Боб Марк | Рене Схюрман Род Лейвер | 4-6 13-11 6-1 |